# Aleksej Mordasjov
Aleksej Aleksandrovitj Mordasjov (ryska: Алексей Александрович Мордашов), född den 26 september 1965 i Tjerepovets i Vologda oblast i Sovjetunionen, är en rysk industrimagnat. Han sitter bland annat i styrelsen för stålbolaget Severstal, med huvudsäte i Tjerepovets, där han även har aktiemajoritet. 
Den amerikanska ekonomitidskriften Forbes rankade Mordasjov till att vara världens 45:e rikaste med en förmögenhet på 33,5 miljarder amerikanska dollar per den 24 april 2021.

## Utbildning
Mordasjov utbildade sig på ingenjörs- och ekonomiinstitutet i Leningrad. Efter examen började han 1988 arbeta som ekonom på stålbolaget i Tjerepovets. Han har även senare (2001) tagit en examen på universitetet i Newcastle upon Tyne. 

## Karriär
Efter att ha arbetat i flera år som ekonom på stålverket kom han till slut med i styrelsen för Severstal, Ryssland andra största stålbolag. Bland Mordasjovs innehav märks att han var fram till 2021 delägare i den internationella resekoncernen TUI.

## Privat
Sedan 2021 äger han megayachten Nord, som kostade minst 300 miljoner dollar att konstruera.